# Оріхівська волость
Оріхівська волость — історична адміністративно-територіальна одиниця Бердянського повіту Таврійської губернії.
Станом на 1886 рік складалася з 3 поселень, 3 сільських громад. Населення — 5786 осіб (2964 чоловічої статі та 2822 — жіночої), 812 дворових господарств.
|                     | Площа, десятин | У тому числі орної, дес. |
| ------------------- | -------------- | ------------------------ |
| Сільських громад    | 18683          | 14134                    |
| Приватної власності | —              | —                        |
| Казенної власності  | —              | —                        |
| Іншої власності     | —              | —                        |
| Загалом             | 18683          | 14134                    |

Поселення волості:
- Оріхів — місто при річці Конка за 116 верст від повітового міста, 3607 особа, 512 дворів, 2 школи, поштова станція, 3 ярмарки на рік, базари.
- Новопавлівка — колишнє державне село при балці Оріховій, 1500 осіб, 202 двори, школа.
- Щербаки — колишнє державне село при балці Стариковій, 679 осіб, 97 дворів.